# Weary Willie's Rags
Weary Willie's Rags é um filme mudo produzido nos Estados Unidos em 1914, dirigido por Arthur Hotaling e com atuação de Oliver Hardy.